# Репрезентација Тајланда у хокеју на леду
Хокејашка репрезентација Тајланда (тај. ฮอกกี้น้ำแข็งชายทีมชาติไทย) спортски је тим који на међународној сцени представља Краљевину Тајланд у хокеју на леду. Репрезентација делује под окриљем Савеза хокеја на леду Тајланда који је пуноправни члан ИИХФ од 27. априла 1989. године.

## Историја
Савез хокеја на леду Тајланда (тај. สมาคมกีฬาฮอกกี้น้ำแข็งแห่งประเทศไทย) примљен је у пуноправно чланство у ИИХФ-у 27. априла 1989. године. Мушка репрезентације је на међународној сцени дебитовала на Азијским зимским играма 2003. у јапанском Аоморију, где су 2. фебруара одиграли и своју прву званичну утакмицу у историји против домаћина Јапана. Тајланђани су ту утакмицу изгубили са уверљивих 0:39, баш као и утакмицу против селекције Кине (2:24) играну дан касније.
На Азијском челенџ купу дебитовали су 2008. у Хонгконгу где су заузели 4. место у конкуренцији 6 екипа, да би већ наредне године на турниру у Абу Дабију освојили и своју прву медаљу у историји — сребрну.
Године 2014, покренуто је и прво званично клупско такмичење у земљи — Хокејашка лига Бангкока — а прве ледене дворане у земљи отворене су у оквирима великиг шопинг молова у главном граду. Постојање ледених дворана у земљи и одржавање националног првенства је био и основни предуслов за учешће репрезентације на светским првенствима, а након што је тај услов задовољен репрезентација је дебитовала на Светском првенству треће дивизије 2019. у Абу Дабију. У првој званичној утакмици на СП селекција Тајланда је након продужетака победила Босну и Херцеговину резултатом 5:4, а победе против Киргистана и Кувајта на крају су биле довољне за 3. место на турниру и укупно 49. место у конкуренцији 52 тима у 2019. години.

## Резултати на светским првенствима
| Год.  | Место    | Пласман     | Категорија (група)       |
| ----- | -------- | ----------- | ------------------------ |
| 2019. | Абу Даби | 3/6 (49/52) | Дивизија III, квалификације |

## Резултати на Азијском челенџ купу
| Година | Домаћин     | Резултат | Ут. | П+ | ПП+ | Н | ПП− | П− |
| ------ | ----------- | -------- | --- | -- | --- | - | --- | -- |
| 2008.  | Хонгконг    | 4. место | 5   | 2  | 0   | 1 | 0   | 2  |
| 2009.  | Абу Даби    | 2        | 5   | 4  | 0   | 0 | 0   | 1  |
| 2010.  | Тајпеј      | 3        | 6   | 5  | 0   | 0 | 0   | 1  |
| 2011.  | Кувајт Сити |          | 5   | 3  | 0   | 0 | 0   | 2  |
| 2012.  | Дерадун     | 2        | 5   | 3  | 0   | 0 | 0   | 2  |
| 2013.  | Бангкок     | 5. место | 5   | 3  | 0   | 0 | 0   | 2  |
| 2014.  | Абу Даби    | 4. место | 5   | 1  | 1   | 0 | 1   | 2  |
| 2015.  | Тајпеј      | 4. место | 4   | 1  | 0   | 0 | 0   | 3  |
| 2016.  | Абу Даби    | 4. место | 4   | 1  | 0   | 0 | 0   | 3  |
| 2017.  | Бангкок     | 3        | 4   | 2  | 0   | 0 | 0   | 2  |
| 2018.  | Пасај       | 2        | 4   | 3  | 0   | 0 | 0   | 1  |